# Robert II van Auvergne
Robert II van Auvergne (overleden in 1096) was van 1064 tot aan zijn dood graaf van Auvergne. Hij behoorde tot het huis Auvergne.

## Levensloop
Robert II was de oudste zoon van graaf Willem V van Auvergne uit diens huwelijk met Philippa, dochter van graaf Stefanus van Gévaudan.
Na de dood van zijn vader in 1064 werd hij graaf van Auvergne, wat hij bleef tot aan zijn eigen dood in 1096. Over zijn regering in Auvergne is zo goed als niets bekend.
Omstreeks 1051 huwde hij met zijn eerste echtgenote Bertha van Rouergue (overleden tussen 1063 en 1065), die in 1054 haar vader Hugo opvolgde als gravin van Rouergue, hetgeen Robert II iure uxoris bestuurde. Het huwelijk bleef kinderloos en na de dood van Bertha ging Rouergue naar graaf Willem IV van Toulouse. Zijn tweede echtgenote Judith was een dochter van graaf Willem van Melgueil en met haar kreeg hij een zoon Willem VI (1069-1136), zijn opvolger als graaf van Auvergne.